# Antiblemma glaucosia
Antiblemma glaucosia là một loài bướm đêm trong họ Erebidae.